# Kobiel
Kobiel (deutsch Kobiel, 1938 bis 1945 Seeblick) ist ein kleiner Ort in der polnischen Woiwodschaft Ermland-Masuren und gehört zur Gmina Świętajno (Landgemeinde Schwentainen, 1938 bis 1945 Altkirchen (Ostpr.)) im Powiat Szczycieński (Kreis Ortelsburg).

## Geographische Lage
Kobiel liegt am Westufer des Ratzeburger Sees (polnisch Jezioro Świętajno Łąckie) in der südlichen Mitte der Woiwodschaft Ermland-Masuren, 17 Kilometer östlich der Kreisstadt Szczytno (deutsch Ortelsburg).

## Geschichte
Die Försterei Kobiel wurde um 1800 gegründet. Sie gehörte bis 1945 zum Staatsforst Ratzeburg (polnisch Racibórz) und war ein Wohnplatz in der Gemeinde Piassutten (1938 bis 1945 Seenwalde, polnisch Piasutno). Aus politisch-ideologischen Gründen der Abwehr fremdländisch klingender Ortsnamen wurde Kobiel am 3. Juni – amtlich bestätigt am 16. Juli – 1938 in „Seeblick“ umbenannt.
Mit dem gesamten südlichen Ostpreußen wurde der kleine Ort 1945 in Kriegsfolge an Polen überstellt und erhielt die – nun polnische – Namensform „Kobiel“ zurück. Als  Waldsiedlung (polnisch Osada leśna) ist Kobiel jetzt eine Ortschaft innerhalb der Gmina Świętajno (Landgemeinde Schwentainen, 1938 bis 1945 Altkirchen (Ostpr.)) im Powiat Szczycieński (Kreis Ortelsburg), bis 1998 der Woiwodschaft Olsztyn, seither der Woiwodschaft Ermland-Masuren zugehörig.

## Kirche
Bis 1945 war Kobiel resp. Seeblick in die evangelische Kirche Klein Jerutten (polnisch Jerutki)
in der Kirchenprovinz Ostpreußen der Kirche der Altpreußischen Union sowie in die römisch-katholische Kirche Ortelsburg (Szczytno) im Bistum Ermland eingepfarrt.
Heute gehört Kobiel katholischerseits zur St.-Maximilian-Kolbe-Kirche Jerutki im jetzigen Erzbistum Ermland bzw. evangelischerseits zur Kirche Szczytno in der Diözese Masuren der Evangelisch-Augsburgischen Kirche in Polen.

## Verkehr
Kobiel ist lediglich auf einem Landweg von Piasutno (Piassutten, 1938 bis 1945 Seenwalde) aus zu erreichen. Eine Anbindung an den Bahnverkehr besteht nicht.